# Placówka Straży Celnej „Parchowo”

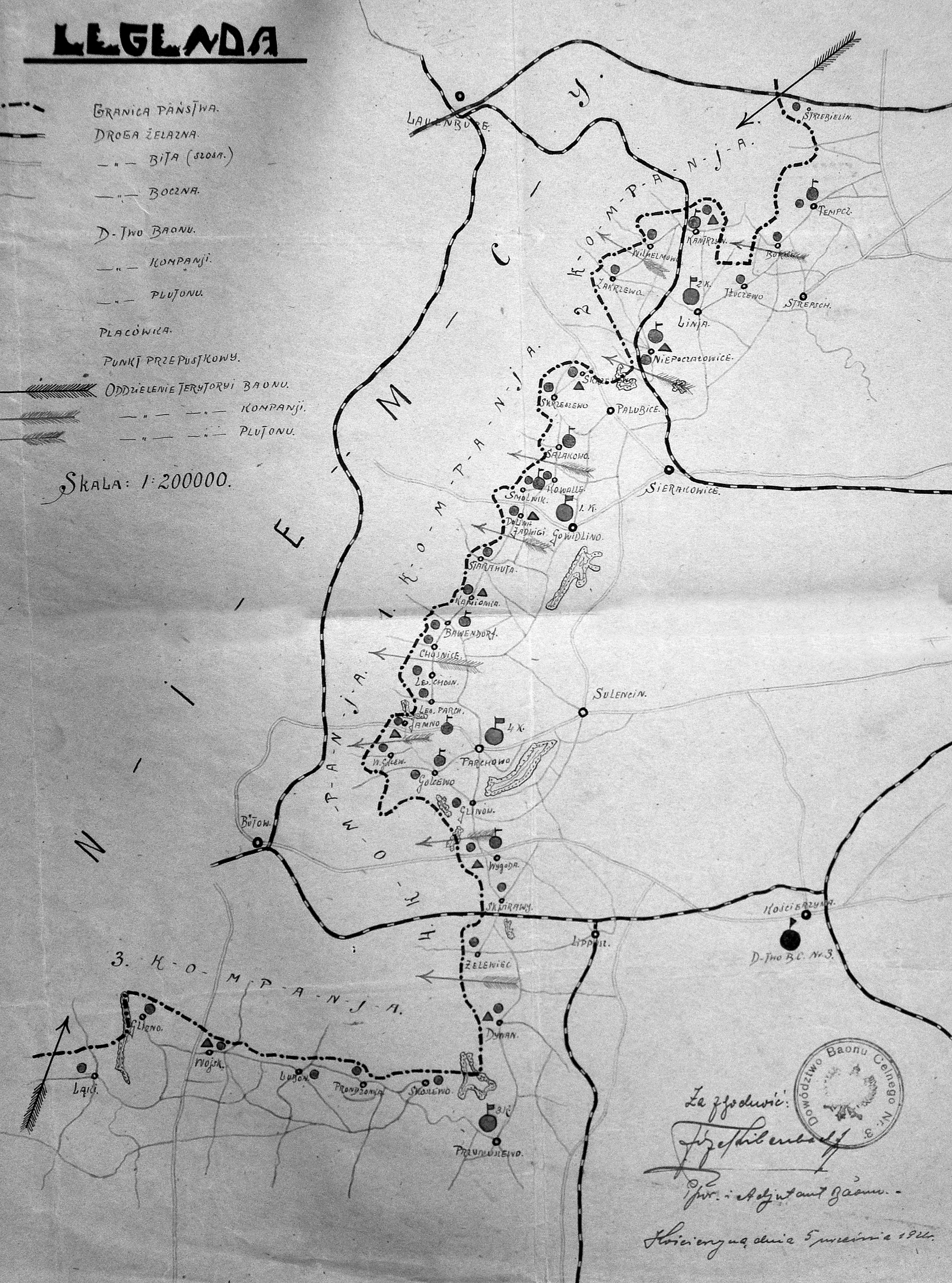
Rozmieszczenie placówek 3 batalionu celnego w 1921 roku

Placówka Straży Celnej „Parchowo” – jednostka organizacyjna Straży Celnej pełniąca w okresie międzywojennym służbę ochronną na granicy polsko-niemieckiej.

## Geneza
Już w 1918 roku powstające państwo polskie zaczęło tworzyć wyspecjalizowane formacje przeznaczone do ochrony granic Rzeczypospolitej.  W kwietniu 1920 roku w Parchowie stacjonował 2 szwadron 4 pułku Strzelców Granicznych. W kolejnych latach inne formacje ochraniały granice w tym rejonie.  W 1921 roku w Parchowie rozlokował się sztab 4 kompanii 3 batalionu celnego. 4 kompania celna wystawiła między innymi placówkę w Parchowie.

## Formowanie i zmiany organizacyjne
Na wniosek Ministerstwa Skarbu, uchwałą z 10 marca 1920 roku, powołano do życia Straż Celną. Jednostki Straży Celnej rozpoczęły przejmowanie odcinków granicy od pododdziałów Batalionów Celnych. Proces tworzenia Straży Celnej trwał do końca 1922 roku. Placówka Straży Celnej „Parchowo” weszła w podporządkowanie komisariatu Straży Celnej „Lipusz” z Inspektoratu SC „Kościerzyna”.
W drugiej połowie 1927 roku przystąpiono do gruntownej reorganizacji Straży Celnej. W praktyce skutkowało to rozwiązaniem tej formacji granicznej. Ochronę północnej, zachodniej i południowej granicy państwa przejęła powołana z dniem 2 kwietnia 1928 roku Straż Graniczna. W strukturach nowo powstałej formacji nie odtworzono placówki „Parchowo”.

## Funkcjonariusze placówki
Kierownicy placówki
| stopień    | imię i nazwisko, numer | okres pełnienia służby | kolejne stanowisko |
| ---------- | ---------------------- | ---------------------- | ------------------ |
| przodownik | Józef Lila (1903)      | był w 1926             |                    |

Obsada personalna placówki w 1926:
- przodownik Józef Lila (1903)
- strażnik Antoni Kokot (672)
- strażnik Józef Kaliszewski (1800)
- strażnik Ignacy Wasilewski (2156)
- strażnik Ignacy Solibiedaa (2084)
- strażnik Piotr Kapela (1862)
- strażnik Władysław Nowak (2000)
- strażnik Stefan Purczyński (3022)